# Giardini dei Gonzaga
Questa pagina elenca i giardini conosciuti, documentati e utilizzati dai Gonzaga nelle loro residenze più importanti. Vennero creati ad abbellimento delle loro dimore, sia del ramo principale di Mantova che dei rami cadetti della famiglia. Alcuni di essi risultano scomparsi.

## Storia
Le poche fonti documentarie riguardanti la materia parlano per la prima volta di giardini gonzagheschi con riferimento alla residenza di Sacchetta di Sustinente, nei pressi del Po, dove Barbara di Brandeburgo (1422-1481), moglie del marchese di Mantova Ludovico III Gonzaga, possedeva una casa con giardino segreto. Nel Palazzo Ducale di Mantova, reggia dei Gonzaga, fu Luca Fancelli per primo a progettare, nel 1480, un giardino nella Domus Nova per conto di Federico I Gonzaga. Isabella d'Este fece costruire nel 1522 un giardino segreto, dal quale si accedeva dal suo studiolo. Nel 1579 prese avvio la costruzione del Giardino Pensile, al piano nobile dell'appartamento del duca Guglielmo Gonzaga.

## Giardini in provincia di Cremona
Vescovato
- Rocca di Vescovato

## Giardini in provincia di Mantova
Borgo Virgilio
- Corte Virgiliana
- Corte Borghetto
- Corte Pietole
- Corte Cerese
- Rocchetta del Frassinello
- Castello del Borghetto

Bozzolo
- Palazzo Gonzaga

Castel d'Ario
- Corte di Susano

Castel Goffredo
- Corte Gambaredolo
- Giardino di Palazzo Gonzaga-Acerbi

Castiglione delle Stiviere
- Palazzo del Principe
- Castello
- Casino Pernestano

Gazzuolo
- Palazzo Gonzaga

Goito
- Castello di Goito

Gonzaga
- Corte Palidano
- Villa Maraini-Guerrieri Gonzaga

Magnacavallo

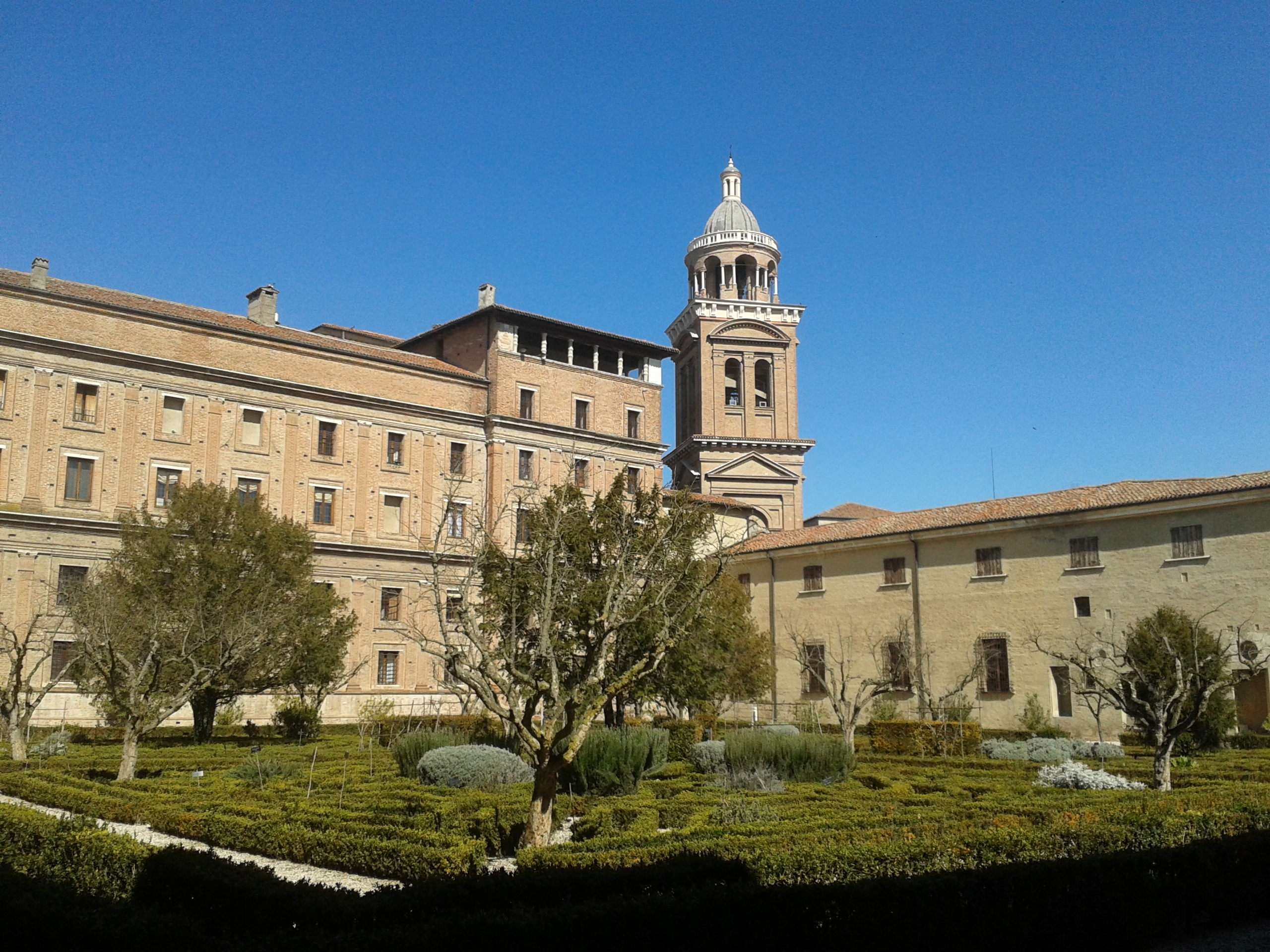
Mantova, Palazzo Ducale, Giardino dei Semplici.

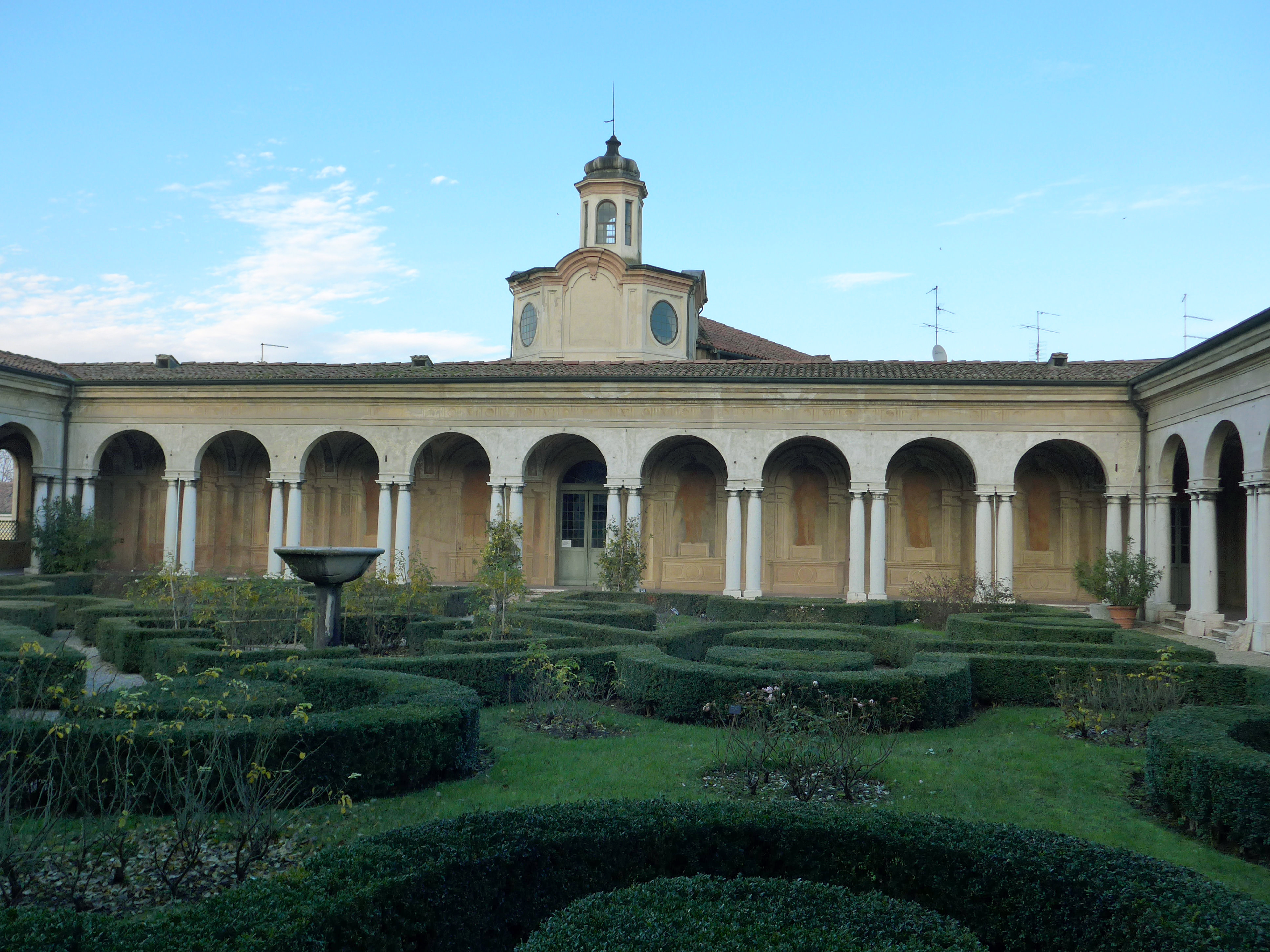
Palazzo Ducale, giardino pensile.

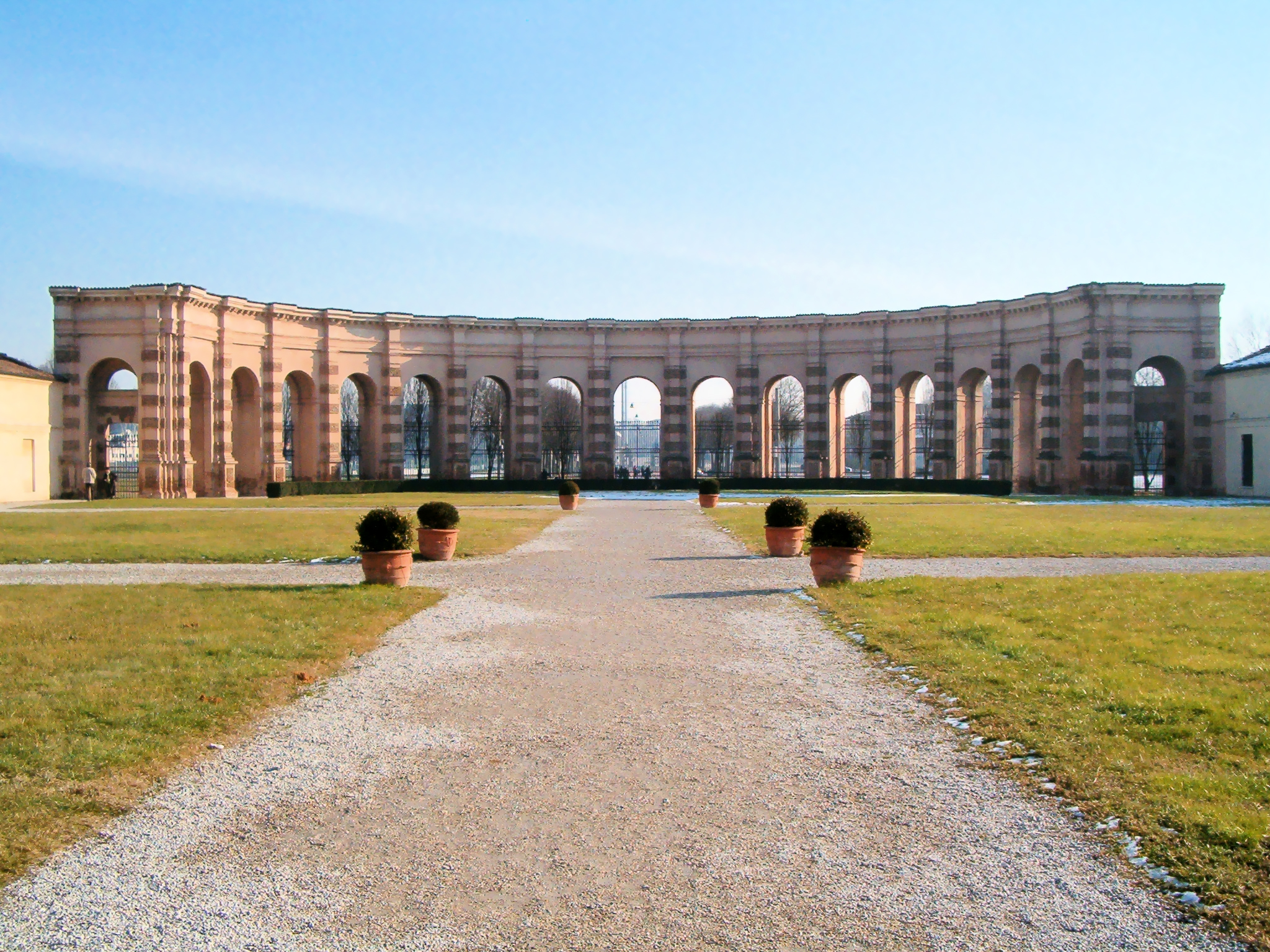
Mantova, Palazzo Te, Giardini dell'Esedra.

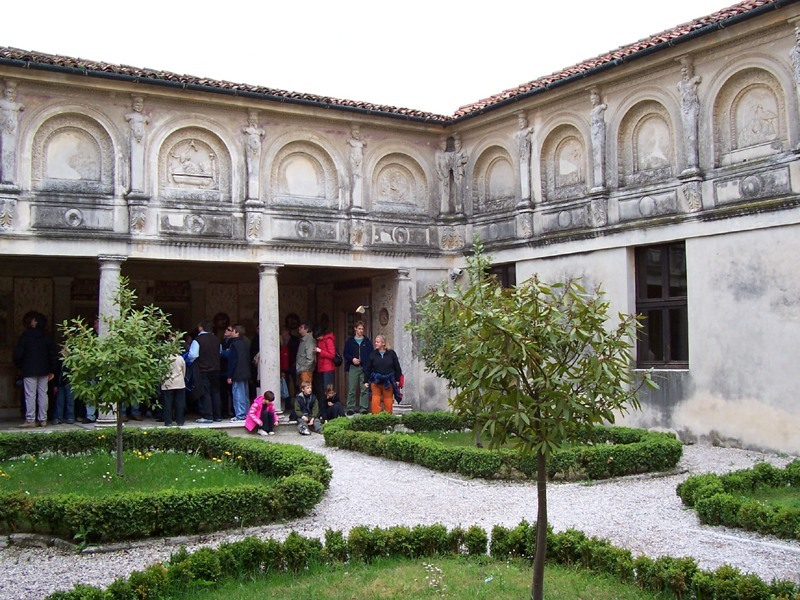
Mantova, Palazzo Te, Giardino Segreto.

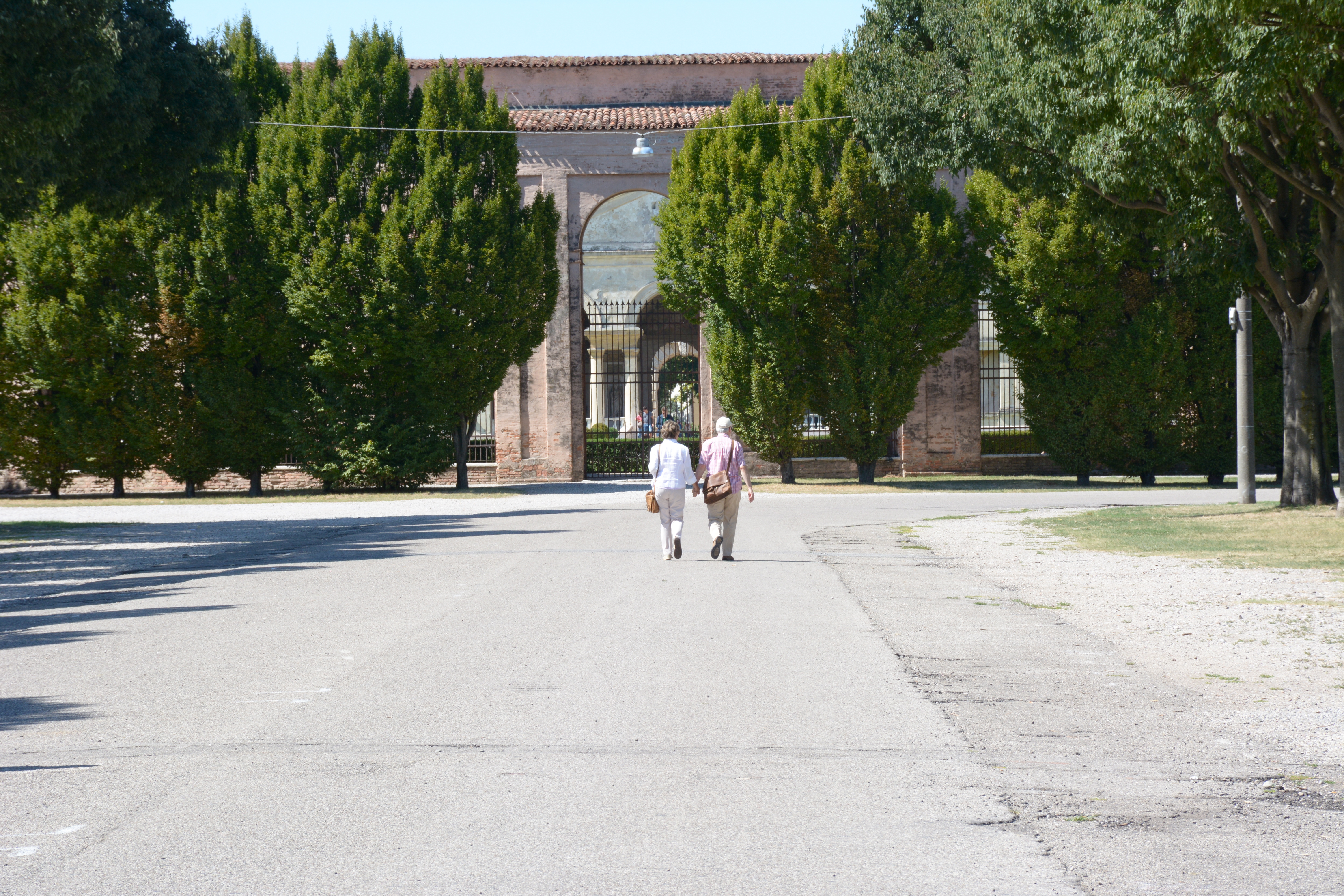
Mantova, Palazzo Te, giardini esterni.

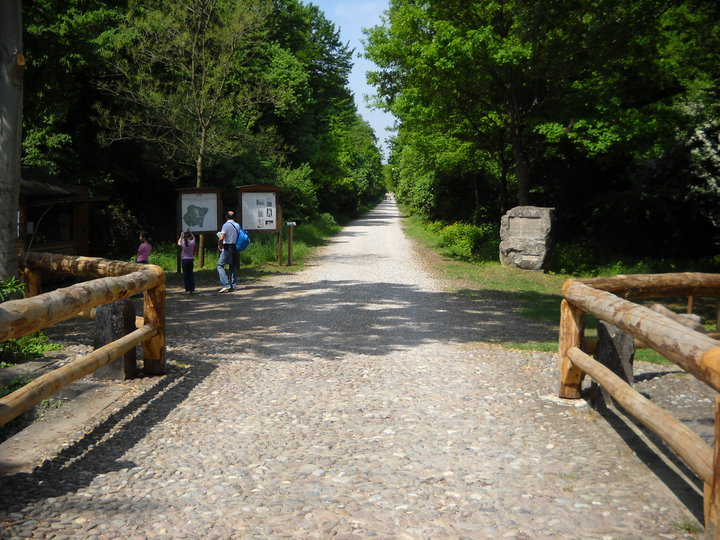
Marmirolo, giardini della Palazzina gonzaghesca di Bosco Fontana.

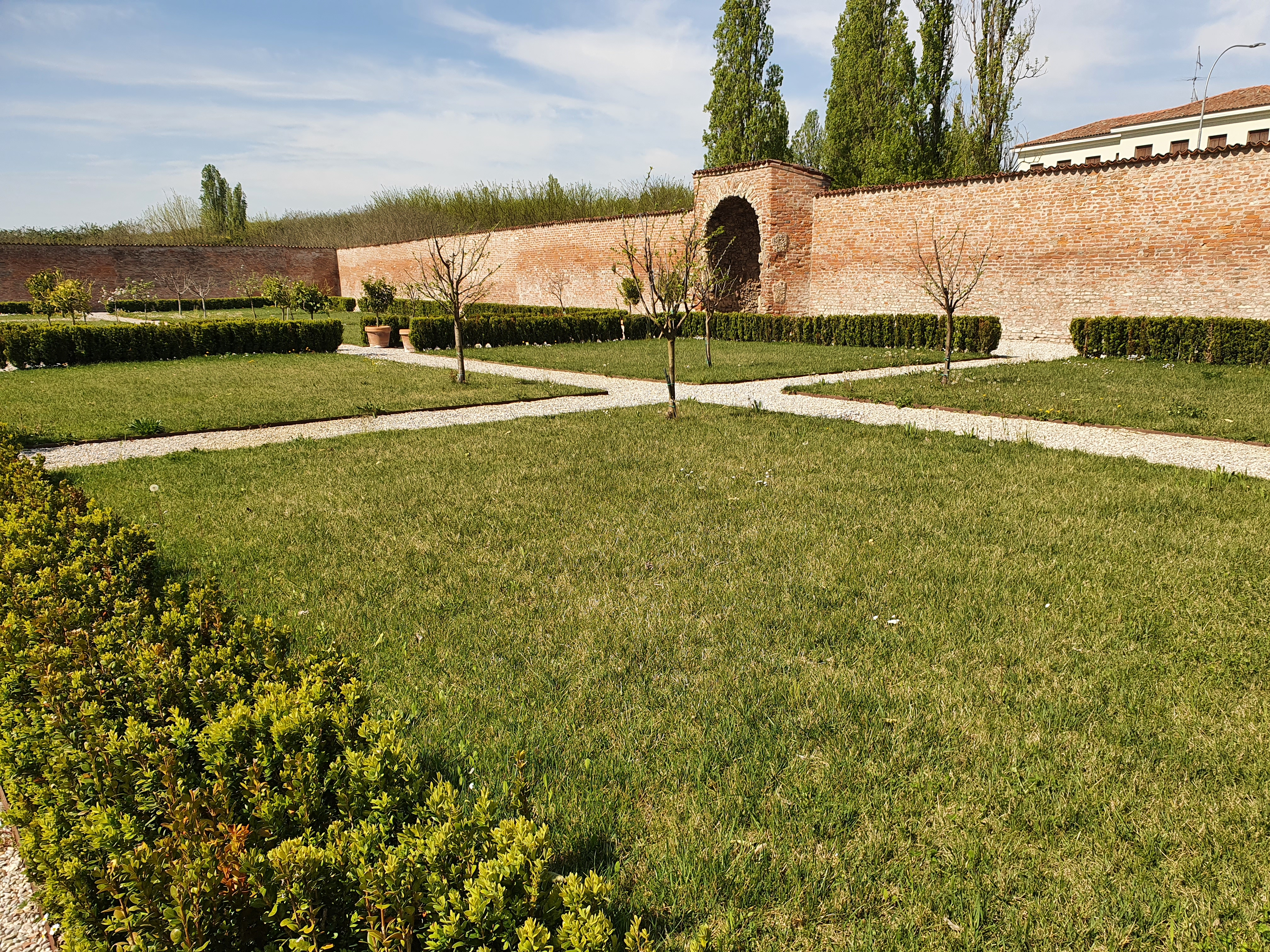
Sabbioneta, Palazzo del Giardino

- Palazzo Gonzaga di Dosso dell'Inferno

Mantova
- Accademia Virgiliana
- Ca' Zoiosa
- Corte Prada a Cittadella di Porto Mantovano
- Palazzo Bonacolsi
- Palazzo Cavriani
- Palazzo d'Arco
- Palazzo Ducale
  - Giardino dei Cani
  - Giardino dei Semplici
  - Giardino del Baluardo
  - Giardino di Margherita Paleologa
  - Giardino Pensile
  - Giardino Segreto di Isabella d'Este
- Palazzo Ercole Gonzaga, via Ardigò
- Palazzo Filippo Gonzaga, via Principe Amedeo
- Palazzo Giovanni Gonzaga, via Trento
- Palazzo Gonzaga di Vescovato, via Principe Amedeo
- Palazzo Gonzaga di Vescovato, via Chiassi ang. via San Crispino
- Palazzo Gonzaga di Vescovato (Palazzo di Giustizia)
- Palazzo Gonzaga-Malatesta-Petrozzani, via Acerbi
- Palazzo Giovanni Gonzaga, corso Vittorio Emanuele II
- Palazzo dei Nobili Gonzaga, via Grioli
- Palazzo dei Nobili Gonzaga, via Solferino e San Martino
- Palazzo dei Nobili Gonzaga, via Cavour
- Palazzo San Sebastiano
- Palazzo Te
  - Giardino del Taieto
  - Giardino Casa del Giardiniere
  - Giardino dell'Esedra
  - Giardini esterni
  - Giardino Segreto (interno)
  - Giardino Segreto (esterno)
- Villa Belfiore
- Villa di Poggio Reale

Marmirolo
- Corte Villabella
- Palazzo Custoza a Marengo
- Palazzina gonzaghesca di Bosco Fontana

Medole
- Palazzo del Principe

Motteggiana
- Corte Ghirardina

Pegognaga
- Corte Mantovana
- Corte Grande

Poggio Rusco
- Corte Piccola
- Corte Grande

Porto Mantovano
- Corte Schiarino
- Villa La Favorita

Quingentole
- Palazzo dei vescovi di Mantova

Rivarolo Mantovano
- Corte Cascina Stella

Roverbella
- Corte Grande di Pellaloco

Sabbioneta
- Palazzo del Giardino
- Villa La Grancia di Villa Pasquali

San Benedetto Po
- Palazzo Gonzaga di Vescovato

San Martino dall'Argine
- Castello

Solferino
- Castello di Orazio Gonzaga

Suzzara
- Villa Grassetti

Volta Mantovana
- Palazzo Gonzaga-Guerrieri

## Giardini in provincia di Reggio Emilia
Bagnolo in Piano
- Casino dei Gonzaga

Guastalla
- Palazzo Ducale
- Villa sul Po
- Giardino della Duchessa in Roncaglio
- Villa di Margherita Gonzaga

Luzzara
- Casino della Tomba
- Palazzo della Macina
- Palazzo Gonzaga
- Villa Paralupi

Novellara
- Casino di Sopra
- Casino di Sotto

Reggiolo
- Villa Aurelia